# فراشة الكسارة
فراشات الكسارة هي مجموعة فراشات استوائية متوسطة الحجم من جنس هامادرياس. لقد اكتسبوا اسمهم الشائع بسبب الصوت الغير العادي الذي ينتجه الذكور «التكسير» كجزء من عروضهم الإقليمية. العمل الأكثر شمولية حول بيئة وسلوك هذه الفراشات قام به جوليان مونغي ناجيرا وآخرون. (1998).